# Schlagpatrone

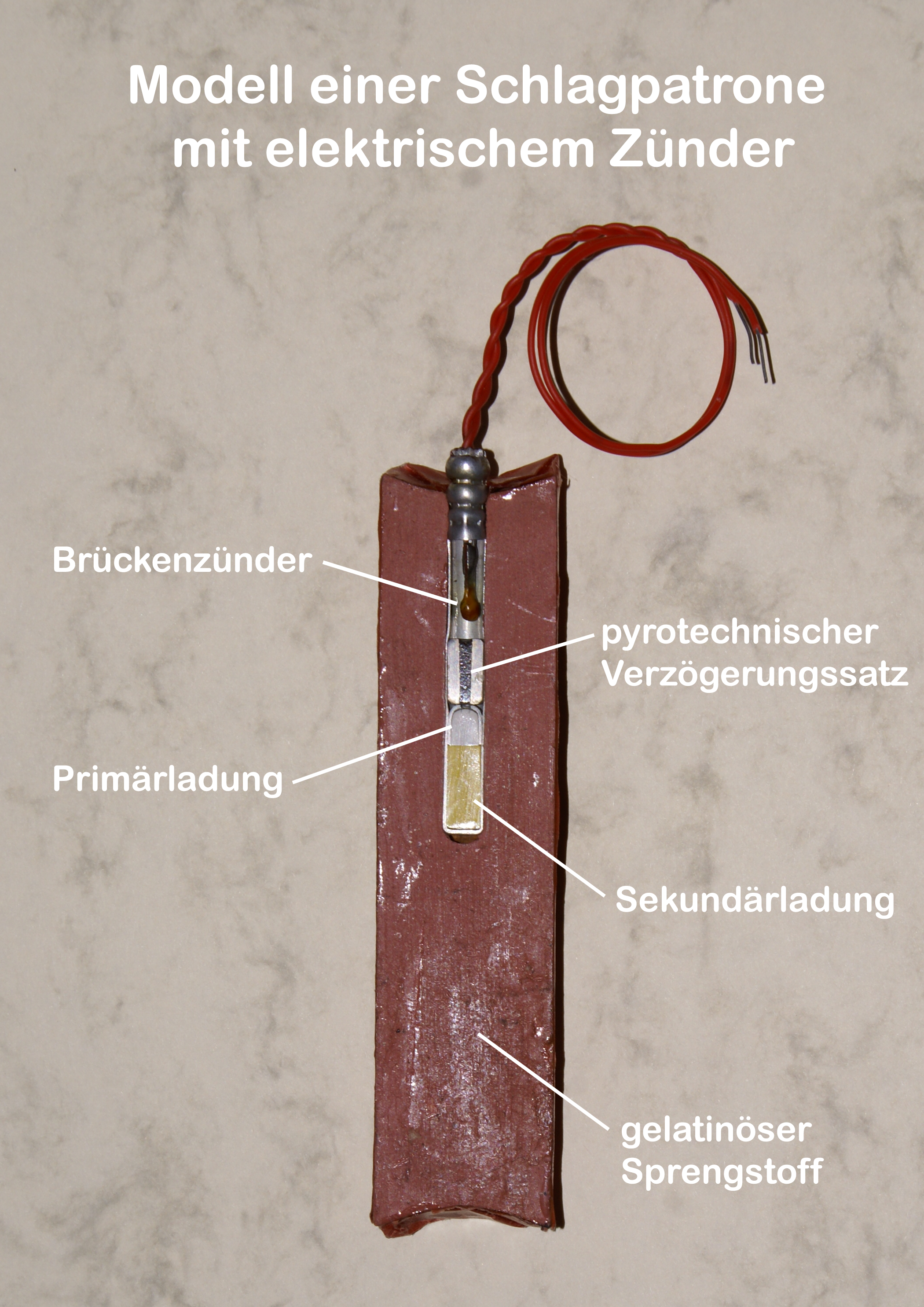
Schlagpatrone

 Als Schlagpatrone wird eine Sprengladung bezeichnet, die mit einem Sprengzünder versehen ist.
Sprengstoffe, insbesondere gelatinöse Sprengstoffe, werden häufig in Form von Stangen, sogenannten Patronen, geliefert. Werden nun die Sprengstoffpatronen mit einem sprengkräftigen Zünder, z. B. einem elektrischen Zünder, versehen, so wird daraus nun eine Schlagpatrone.
Schlagpatronen werden eingesetzt, um größere Ladungen, entweder aus gelatinösen Sprengstoffen, pulverförmigen Sprengstoffen, z. B. ANC-Sprengstoffen, oder emulgierten Sprengstoffen zu zünden. Besonders pulverförmige oder emulgierte Sprengladungen benötigen zur Detonation eine Ladung aus einer Schlagpatrone, da sie nicht kapselempfindlich sind.